# Джоне
Джоне (тиб. ཅོ་ནེ།, Вайли: co ne) или Чжони́ (кит. упр. 卓尼, пиньинь Zhuóní) — уезд Ганьнань-Тибетского автономного округа провинции Ганьсу (КНР). Название в переводе с тибетского означает «сосна».

## История
Во время Китайской республики эти земли входили в состав уезда Линьтань.
В 1950 году был образован Специальный район Линься (临夏专区), и эти земли вошли в его состав; затем из них был образован Автономный район Джоне (卓尼自治区), подчинённый напрямую правительству провинции Ганьсу. В 1953 году был образован Ганьнань-Тибетский автономный район (甘南藏族自治区), и Автономный район Джоне перешёл в его состав. 1 октября 1955 года Автономный район Джоне был преобразован в уезд Джоне. 26 декабря 1955 года постановлением Госсовета КНР Ганьнань-Тибетский автономный район был преобразован в Ганьнань-Тибетский автономный округ. В 1958 году уезд Джоне был разделён между уездами Линьтань и Джугчу, но в 1961 году был воссоздан.

## Административное деление
Уезд делится на 3 посёлка, 11 волостей и 1 национальную волость.